# Daegu FC
El Daegu FC és un club de futbol sud-coreà de la ciutat de Daegu.

## Història
El club va ser fundat l'any 2002 i ingressà a la K-League el 2003.

## Palmarès
- Copa Tongyeong 1
  - 2006

## Futbolistes destacats
- Song Jung-Hyun 2003-2005
- Kim Geun-Cheol 2005
- Hong Soon-Hak 2003-2005
- Oh Jang-Eun 2005-2006
- Kim Hyun-Soo 2006-2007
- Ha Dae-Sung 2006-2008
- Moon Joo-Won 2006-2008
- Lee Keun-Ho 2007-2008
- Jang Nam-Seok 2006-Present
- Sandro Hiroshi 2005
- Luizinho 2007
- Eninho 2007-2008
- Feng Xiaoting 2009-Present

## Entrenadors
Informació fins al 2008. Només partits competitius.
| Nom            | Nacionalitat  | De                  | A                   | J   | G  | E  | P  | GF  | GC  | %     |
| -------------- | ------------- | ------------------- | ------------------- | --- | -- | -- | -- | --- | --- | ----- |
| Park Jong-Hwan | Corea del Sud | 6 de novembre, 2002 | 6 de novembre, 2006 | 155 | 38 | 57 | 60 | 194 | 216 | 24.52 |
| Byun Byung-Joo | Corea del Sud | 1 de desembre, 2006 | Present             | 72  | 21 | 11 | 40 | 110 | 139 | 29.17 |